# A Hero's Death
A Hero's Death és el segon àlbum d'estudi de la banda irlandesa de post-punk Fontaines D.C. L'àlbum es va publicar el 31 de juliol de 2020 per Partisan Records, menys de 18 mesos. després del llançament del seu àlbum debut Dogrel. L'àlbum va rebre l'aclamació de la crítica en el seu llançament, cosa que significa una desviació parcial del seu so post-punk burbullat i inquietant al seu primer disc, tot incorporant aspectes més onírics i psicodèlics que s'han inspirat en The Beach Boys, per citar només una de les moltes influències, durant l'elaboració del disc. L'àlbum va rebre una nominació al Millor àlbum de rock als Premis Grammy 2021, alhora que va obtenir a la banda una nominació al Brit Award al grup internacional i al Àlbum de l'Any als 2021 Brit Awards i al Premi Choice Music 2020, respectivament.

## Antecedents i gravació
Després del llançament de Dogrel, Fontaines D.C. es van embarcar en una gira de primavera de 2019 amb la banda britànica de punk rock IDLES. Això va incloure una etapa estatunidenca de març a maig de 2019. Després de la etapa estatunidenca de la gira, la banda va actuar en diversos festivals de música europeus d'estiu, com ara Glastonbury, Roskilde, Viva, StereoLeto, TRNSMT, Dour, Y Not, Haldern Pop i Ypsigrock. Després del circuit europeu de festivals d'estiu, la banda va fer una gira nord-americana la tardor del 2019 com a protagonista. La banda va acabar la gira de Dogrel amb una gira per Europa, que finalitzarà el febrer del 2020.
Durant la gira, la banda va escriure i gravar material per al seu segon àlbum d'estudi. L'àlbum està produït per Dan Carey, que va produir el seu àlbum debut, Dogrel. El 5 de maig de 2020, la banda va llançar el senzill A Hero's Death amb un vídeo musical corresponent. Amb el llançament del senzill, la banda va anunciar el llançament de l'àlbum per al 31 de juliol de 2020.
Segons el cantant Grian Chatten, el nom de l'àlbum es va inspirar en una línia d'una obra de l'escriptor irlandès Brendan Behan. Chatten va dir que el títol de l'àlbum és "un esforç per equilibrar la sinceritat i la falta de sinceritat, però de manera més àmplia es tracta de la batalla entre la felicitat i la depressió, i els problemes de confiança que es poden formar lligats a tots dos sentiments".La portada de l'àlbum inclou una estàtua del semidéu mitològic irlandès Cú Chulainn titulada "The Dying Cuchulain" d'Oliver Sheppard.

## Música i lletra
Segons el comunicat de premsa de la banda del nou àlbum, el so s'aventura fora del seu so post-punk. La banda va dir que bandes com Suicide, The Beach Boys, Beach House, These Immortal Souls, The Brian Jonestown Massacre i Broadcast van influir en el so de l'àlbum.

## Senzills
El primer senzill de A Hero's Death va ser la seva cançó principal, que es va publicar el 5 de maig de 2020 juntament amb el vídeo musical. El vídeo va ser dirigit per Hugh Mulhern i produït per Aaron McEnaney i Theresa Adebiyi. Inclou un espectacle nocturn fictici anomenat The Georgie Barnes Show protagonitzat per un presentador de tertúlia cansat anomenat Georgie Barnes, (interpretat per Aidan Gillen) el co-presentador del qual és un titella. La sèrie presenta l'amfitrió del talk show saludant la banda abans que toquin una cançó al programa, però esdevenen existencials quan la banda sembla mostrar més agraïment al titellaire (Bryan Quinn) i al titella que no a l'amfitrió.
El segon senzill de l'àlbum, "I Don't Belong", va ser llançat el 9 de juny de 2020. Va ser seguit per "Televised Mind" el 30 de juny de 2020. Conor Deegan III va dirigir el vídeo de "I Don't Belong," mentre que Mulhern tornava a dirigir el vídeo de "Televised Mind" .

## Gira
L'àlbum es va llançar durant la pandèmia de COVID-19 arreu del món, i va retardar qualsevol espectacle abans i després del llançament de l'àlbum. Originalment, la banda tenia programada una gira a Austràlia pel novembre i desembre de 2020, que es va ajornar, i una gira de març a juliol de 2021 per Europa que també es va ajornar. A causa de la poca millora de la pandèmia, la gira es va retardar d'octubre de 2021 a març de 2022.

## Recepció crítica
Al lloc web agregat Metacritic, A Hero's Death ha rebut una puntuació normalitzada de 84, basada en 23 ressenyes crítiques, que indica "aclamació universal".
Escrivint per Pitchfork, Elizabeth Nelson va donar a l'àlbum un 8,1 sobre 10, i va descriure A Hero's Death com "embriagadora, divertida i sense por". Nelson va resumir l'àlbum com "un triomf descarat i maníac, una pel·lícula de terror rodada com una comèdia, a parts iguals commocionada pel futur i emmanillada a la història". L'escriptor del Guardian, Ben Beaumont-Thomas, va donar a l'àlbum cinc estrelles perfectes sobre cinc afirmant que Fontaines D.C. "ofereix un segon àlbum difícil però potent ple d'escriptura de cançons que mira la vida a la cara."
Alguns crítics musicals van oferir una visió més mixta d' A Hero's Death. Liam Martin, escrivint per AllMusic, va premiar l'àlbum amb tres estrelles i mitja sobre cinc, sentint que el seu esforç de segon no estava a l'altura del seu debut, Dogrel. Martin va dir que "el seu debut es va beneficiar d'uns senzills forts i un element d'ubicació cohesionat per donar-li força. Aquí els senzills no són tan forts, i l'ambient suat del debut ha desaparegut, com si algú hagués encès l'aire condicionat." Martin va reconèixer que "el seu segon intent només no arriba a la grandesa en un sentit relatiu, ja que encara hi ha molt per estimar de l'àlbum."

## Llista de cançons
Llista de cançons i durades a través d'Apple Music.
| 1.            | «I Don't Belong»         | 4:31  |
| 2.            | «Love Is the Main Thing» | 3:53  |
| 3.            | «Televised Mind»         | 4:10  |
| 4.            | «A Lucid Dream»          | 3:53  |
| 5.            | «You Said»               | 4:36  |
| 6.            | «Oh, Such a Spring»      | 2:32  |
| 7.            | «A Hero's Death»         | 4:18  |
| 8.            | «Living in America»      | 4:56  |
| 9.            | «I Was Not Born»         | 3:50  |
| 10.           | «Sunny»                  | 4:52  |
| 11.           | «No»                     | 5:08  |
| Durada total: | Durada total:            | 46:33 |

| 12.           | «Liberty Belle» (Live) | 3:42  |
| Durada total: | Durada total:          | 50:30 |

## Personal
Fontaines D.C.
- Grian Chatten - veu principal, tamborí
- Carlos O'Connell – guitarra, cors
- Conor Curley – guitarra, piano, cors
- Tom Coll – bateria, percussió, guitarra
- Conor Deegan: baix, guitarra, cors

Personal addicional
- Dan Carey – producció, mescla

## Llistes
| Llista (2020)                               | Posició més alta |
| ------------------------------------------- | ---------------- |
| Àlbums Australians (ARIA)                   | 26               |
| Àustria àlbums (Ö3 Austria)                 | 61               |
| Bèlgica àlbums (Ultratop Flanders)          | 9                |
| Bèlgica àlbums (Ultratop Wallonia)          | 8                |
| Països Baixos àlbums (Album Top 100)        | 12               |
| Àlbums Francesos (SNEP)                     | 28               |
| Alemanya àlbums (Offizielle Top 100)        | 14               |
| Irlanda àlbums (OCC)                        | 2                |
| Àlbums Italians (FIMI)                      | 47               |
| Portugal àlbums (AFP)                       | 37               |
| Escòcia (OCC)                               | 1                |
| Àlbums Espanyols (PROMUSICAE)               | 60               |
| Suïssa àlbums (Schweizer Hitparade)         | 12               |
| UK Albums (OCC)                             | 2                |
| Estats Units Heatseekers Albums (Billboard) | 2                |
| US Independent Albums (Billboard)           | 44               |